# Ivete Scarpari
Ivete Scarpari García (n. en Santa Catarina, 1963) es una médica psiquiatra brasileña famosa por sus terapias de regresión de vidas pasadas, progresión en vidas futuras, y la supervivencia del alma humana después de la muerte.

## Vida
Graduada en las universidades de Brasil, Portugal e Italia, trabajó como terapeuta en varios países de america y Europa.  
Célebre autor de varios trabajos relacionados con el amor y la creencia en la reencarnación, esta última abordada a través de experiencias psiquiátricas narradas por sus pacientes en estado hipnótico, asistiendo al nacimiento de la terapia regresiva a vidas pasadas. Sus tesis han generado polémica en la comunidad científica y pasó mucho tiempo antes de que el autor se armara de valor para publicar sus experiencias, pues temía ser juzgado, pero a cambio ha obtenido mucho apoyo e información de otros profesionales que le han ayudado a ampliar sus investigaciones.
Scarpari es un invitado habitual en programas de entretenimiento y vida saludable-

## Obras
- 1988 - Volar es preciso
- 2006 - Regresiones a vidas pasadas